# Кућни вилењаци
Кућни вилењаци су необична бића из серијала о Хари Потеру од Џ. К. Роулинг. До смрти су верни својим господарима. Једини начин да постану слободни јесте да им господар поклони (свесно или несвесно) неки део одеће. Иако их чаробњаци вековима киње, кућни вилењаци поседују веома моћну магију. У серијалу књига о Харију Потеру, појављује се неколико кућних вилењака:
- Доби је кућни вилењак из друге књиге који долази у Шимширову улицу да наговори Харија Потера да се не враћа на Хогвортс. Луцијус Мелфој се иживљава на свом кућном вилењаку, па га Хари ослобађа (даје Луцијусу стару чарапу, који је баца, а Доби је хвата). Од тада, он слуша Харијева наређења и ради у хогвортској кухињи.
- Винки је кућни вилењак Бартија Чучња. Први пут се појављује у четвртој књизи. Она је била оптужена да је Харијевим штапићем приказала Волдеморов мрачни знак на небу у току Светског првенства у квидичу. Након што јој Чучањ ослобађа (даје јој одећу), она постаје несрећна. И даље жели да служи Чучњу, али, пошто се он ње стиди, она одлази да ради у хогвортску кухињу.
- Кричер је кућни вилењак чији су преци генерацијама служили породицу Блек. Све главе Кричерових рођака су препариране и окачене на зид породичне куће Блекових. Он је, након Сиријусовог убиства, остављен Харију у наследство. Једина особа коју Кричер воли је његова господарица - Сиријусова мајка. Кричер поштује само чистокрвне потомке Блекових који се не петљају са блатокрвнима. Хари га је послао да помаже осталим вилењацима у хогвортској кухињи. Кричер у почетку мрзи Харија, али након што му је Хари поклонио медаљон Регулуса Блека, Кричер почиње да у потпуности и без замерки обавља задатке које му он задаје.
- Хоки је кућни вилењак Хепзибах Смит, коју је Том Ридл преварио да му покаже Слитеринов медаљон и шољу од Хуфелпуф. Касније је Том Ридл отровао Хепзибах Смит и измјенио сјећања од Хоки како би она била оптужена за убиство Хапзибах.